# T.S.O.L. - Veri suoni della libertà
T.S.O.L. - Veri suoni della libertà è il primo album del gruppo Hardcore punk Affluente, pubblicato nel 2000 dalla Goddamn Church Records.
I titoli delle canzoni sono le traduzioni in italiano dei nomi di alcuni famosi gruppi hardcore punk statunitensi, come ad esempio Bandiera nera sta per Black Flag. Lo stesso titolo dell'album è un riferimento al gruppo T.S.O.L. . L'album è stato registrato in soli 3 giorni nel 1996, ma pubblicato nel 2000, due anni dopo che Carlo Cannella, cantante del gruppo, lasciò gli Affluente.

## Tracce
1. Bandiera nera (da Black Flag) - 1:48
2. Esperimenti Uniti d'America (da U.X.A.) - 1:53
3. Battaglione di santi (da Battalion of Saints) - 2:11
4. Gli idioti del circolo (da Circle Jerks) - 2:05
5. Codice d'onore (da Code of Honor) - 2:33
6. Approccio negativo (da Negative Approach) - 2:02
7. Articoli di fede (da Articles of Faith) - 2:14
8. Piacere malato (da Sick Pleasure) - 2:19
9. Decontrollo del sistema sociale (da SSD) - 1:37
10. Proprietà del governo (da Government Issue) - 1:33
11. Scelta uniforme (da Uniform Choice) - 1:45
12. Vuoto (da Void) - 1:40
13. Abuso verbale (da Verbal Abuse) - 1:39
14. Sporchi marci imbecilli (da D.R.I.) - 2:00
15. 7 secondi (da 7 Seconds) - 2:38
16. Corrosione della conformità (da Corrosion of Conformity) - 2:12
17. Causa di morte: adrenalina (da Adrenalin O.D.) - 2:02
18. Incerti al 76% (da 76% Uncertain) - 3:03
19. Pupazzi di carne (da Meat Puppets) - 1:50
20. Distorsione sociale (da Social Distortion) - 1:04